# Det femte elementet
Det femte elementet (engelska: The Fifth Element, franska: Le Cinquième Élément) är en fransk science fiction-actionfilm från 1997 i regi av Luc Besson. I huvudrollerna ses Bruce Willis och Milla Jovovich.

## Om filmen
Luc Besson har regisserat samt skrivit filmmanus tillsammans med Robert Mark Kamen. Jean-Paul Gaultier har skapat de ovanligt formgivna kostymerna.
Filmen visades första gången offentligt vid filmfestivalen i Cannes den 7 maj 1997 och hade biopremiär i USA den 9 maj samma år. och Sverigepremiär den 22 augusti 1997 med en åldersgräns på 11 år.

## Rollista i urval
| Bruce Willis        | – Major Korben Dallas        |
| Gary Oldman         | – Jean-Baptiste Emanuel Zorg |
| Ian Holm            | – Fader Vito Cornelius       |
| Milla Jovovich      | – Leeloo                     |
| Chris Tucker        | – DJ Ruby Rhod               |
| Luke Perry          | – Billy                      |
| Brion James         | – General Munro              |
| Maïwenn Le Besco    | – Diva Plavalaguna           |
| Tommy "Tiny" Lister | – President Lindberg         |

### Fotnoter
1. ↑  Todd McCarthy (7 maj 1997). ”Review: ‘The Fifth Element’” (på engelska). Varity. http://variety.com/1997/film/reviews/the-fifth-element-1200449952/. Läst 28 augusti 2016.
2. ↑  ”The Fifth Element” (på engelska). Box Office Mojo. 9 maj 1997. http://www.boxofficemojo.com/movies/?page=main&id=fifthelement.htm. Läst 28 augusti 2016.